# 狼陛下の花嫁
『狼陛下の花嫁 』（おおかみへいかのはなよめ）は、可歌まとによる日本の漫画作品。
『LaLa』（白泉社）2009年4月号に読切として1話目が掲載。その後数回の読切を経て、同年11月号より連載を開始し、2018年9月号まで連載された。

## あらすじ
下級役人の娘・夕鈴は、父親の知人から「内容はわからないが割の良い仕事」を紹介され王宮に出向く。ところがその仕事というのは、冷酷非情な人柄故に「狼陛下」と呼ばれる、白陽国（はくようこく）国王陛下・珀黎翔の花嫁を演じることだった…!

## 登場人物
声優はドラマCDのもの。

### 主要人物
汀 夕鈴（てい ゆうりん）
声 - 堀江由衣
主人公。下級役人の娘。17歳。何も知らされず「割のいい仕事」として国王の臨時（偽装）花嫁として招聘され、一度は逃げようとしたものの、偶然彼の秘密を知ってしまったことから、断れないままその職に就くこととなる。その後王宮の備品を壊してしまい、弁償費用（＝借金）の返済をする為にも臨時花嫁を続けている。
刺客相手にも物怖じしない活発な面もあるが、根は素直で優しい少女。値切ったり節約するのが当然の日々を送ってきたせいか、花嫁生活においても贅沢になれない。
恋愛方面には不慣れで鈍感。「狼」状態の国王に心乱され惹かれながらも、演技と思い込んでいるため自らの気持ちにブレーキをかけている。現在は自分の気持ちを自覚しているものの、隠し通している。本人には「狼陛下」が怖いから挙動不審（逃げたり泣いたり）なのだと思われている。
ストレス発散と無駄な時間を有効活用する為、変装して後宮の立ち入り禁止区域の清掃もしている。
世話好きで面倒見がよく、紅珠から姉のように慕われ、折り合いの悪い方淵と水月の仲を取りもとうとすることが多い。
次々に厄介事を持ち込んでくる父には厳しいが、健気な弟にはブラコン気味。幼馴染の几鍔とは犬猿の仲（金貸しを毛嫌いしているから）。
珀 黎翔（はく れいしょう）
声 - 緑川光
白陽国国王。通称「狼陛下」。21歳。即位後、早々に内乱制圧、内政粛清を行い、名実共に中央政治の実権を掌握する。その際の冷酷非情な振る舞いから「狼陛下」と呼ばれ、敵味方双方から恐れられる存在となる。
実はオンとオフの差が激しい二面性のある性格の持ち主で、オフの時は優しくおっとりとした人格になる（夕鈴からは「狼陛下」に対して「小犬陛下」、子供時代は「子犬」と呼ばれている）。しかし周囲にナメられないよう、公の場では常に狼陛下として振る舞っている為、オフの面はごく一部の者しか知らない極秘事項となっている。
夕鈴を気に入っており、嫌われない為に夕鈴には「狼陛下は演技であり、穏やかな人格が本当の自分」と思い込ませている（実際には上記の通り、二面性があるだけでどちらも本性である）。また夕鈴を守りたい、煩わせたくないとの気持ちから、政治的な話やその他の裏話が彼女の耳に入らないようにしているが、夕鈴自身は偽妃だから線引きされているのだと思っている。
剣を扱うときは右手だが、箸や筆などは左手を使う。
李 順（り じゅん）
声 - 小野大輔
国王の側近で夕鈴の上司。24歳。彼の秘密を知る者の一人。神経質な面があり、金に煩く人使いが荒い。メガネをかけている。
国王が夕鈴を気に入りすぎていることに不安を抱いているが、背に腹は代えられないと割り切って借金のカタに夕鈴を雇い続けている。

### 王宮関係者
柳 方淵（りゅう ほうえん）
声 - 岡本信彦
国王の臨時補佐官（後に正式な補佐官）で父親は国の重鎮。19歳。文武両道で仕事面でも有能。狼陛下に心酔している数少ない臣下だが、実直な人柄故に周囲から煙たがられることも多い。夕鈴とは互いに認め合う部分はあるものの、反りが合わず火花を散らしている。
張 元（ちょう げん）
後宮管理人。年齢不詳。先代国王の時代から仕えていて薬の知識がある。夕鈴が臨時花嫁であることを知っており、国王絡みのことでは夕鈴の相談相手となる。
世継ぎを待ち望んでおり、事あるごとに夕鈴に国王をゲットするよう唆している。
氾 史晴（はん しせい）
白陽国内で一、二を争う名門・氾家の当主で大臣。40歳。物腰は柔らかいが、したたかで腹黒い。娘には極甘。以前、国王に娘との縁談を断られたことがある。夕鈴に刺客を差し向けた疑いが持たれている。
氾 紅珠（はん こうじゅ）
氾家当主の娘。14歳。兄弟構成は兄が3人。申し分のない家柄と容姿、教養を持ち合わせており、国王の正妃候補の中でも最有力と言われている。
柔らかな雰囲気を持つ、我が侭で甘え上手な箱入り娘。怒った狼陛下から庇ってもらって以来、夕鈴を姉のように慕う。夕鈴が王宮からいなくなった際、心から心配していた。
夕鈴と陛下の馴れ初め等を想像しては書にしたためている。
氾 水月（はん すいげつ）
声 - 内山昂輝
氾家当主の長男で紅珠の兄。20歳。穏やかな気質と優れた洞察力を持つマイペースな美青年で、様々な楽器の演奏に長けている。王宮務めの有能な官吏だが、働きたくないと無気力なのと、人一倍狼陛下を怖がっているため出仕拒否している。
桃香（とうか）
氾家お抱えの暗殺者兼薬師。夕鈴失脚を目論むが失敗、捕まった後に逃亡。逃亡後は氾家に戻って薬師として活動中。
浩 大（こう だい）
声 - 村瀬歩
国王の隠密。小柄で童顔の23歳。酒とお菓子が大好きで、明るく賑やかな気質と冷静な観察眼を持つ。国王とは即位前からの付き合いで、彼にタメ口をきける唯一の人物。互いに「友達」とは思っておらずなる気もないとの事だが、信頼関係は強い。夕鈴の事は「お妃ちゃん」と呼ぶ。
柳 義広（りゅう ぎこう）
柳家の当主で大臣。50歳。方淵の父親でもある。行政の中心人物だが、氾家当主とは犬猿の仲。
柳 経倬（りゅう けいたく）
柳家当主の長男で方淵の兄。21歳。国王と方淵からは「小物」と言われている。
周 康蓮（しゅう こうれん）
白陽国宰相。39歳。やせぎすで陰気な感じの男性で、さらに不吉な予言じみた言葉を並べ立てる悪癖があるが、基本的には善良かつ親切な人物で、夕鈴にも好意的（不吉な言葉も先々の苦難を覚悟し立ち向かうための、彼なりの気遣いである模様）。
夕鈴が臨時花嫁と知っていた。
徐 克右（じょ こくう）
白陽国軍人。27歳。動物に絡まれやすいでっかいおにーさん。李 順、浩 大とともに陛下にふりまわされ組。
珀 瑠霞（はく るか）
国王の父方の叔母。白陽国の嵐姫。年齢不詳の美女で蒼玉国に嫁いでいる。二児の母。
人望が厚く、行動力があり、周囲の反対を押し切り好きな人へと嫁いだ。
老師（ろうし）
声 - 宮崎敦吉

### 下町関係者
汀 岩圭（てい がんけい）
夕鈴の父。下級役人で賭け事好きの人生のらりくらり。闘鶏場で手持ちが足りなくなるたび几 鍔の家でお金を借りるらしい。
汀 青慎（てい せいしん）
夕鈴の弟。13歳。誠実で穏やかな気質の少年。周囲の人々に振り回されることが多いが、そのような中でも冷静に物事を見る目と判断する賢さを持っている。官吏を目指して勉強中。
几 鍔（き がく）
夕鈴の幼馴染で金貸し業を営む商家の跡取り息子。20歳。右目に眼帯をしており、下町では顔が利く存在。面倒見が良く、彼を慕う子分が多数いる。
夕鈴に対しては意地悪ばかり言うので喧嘩が絶えないが、本心ではお人好しの夕鈴のことを心配している。
おばば様
几 家の女主人。几 鍔の祖母。下町では知らぬ者のないとんでもなくおっかないおばあさん。
明玉（めいぎょく）
夕鈴の友人で下町の飯店で働く娘。
李 翔（り しょう）
下町での狼陛下の偽名。夕鈴は周囲に仕事上の上司と説明している。

## 書誌情報

### 単行本
- 可歌まと 『狼陛下の花嫁』 白泉社 〈花とゆめコミックス〉、全19巻
  1. 2009年12月4日発売、ISBN 978-4-592-19161-2
  2. 2010年4月30日発売、ISBN 978-4-592-19162-9
  3. 2010年11月5日発売、ISBN 978-4-592-19163-6
  4. 2011年4月5日発売、ISBN 978-4-592-19164-3
  5. 2011年10月5日発売、ISBN 978-4-592-19165-0
  6. 2012年3月5日発売、ISBN 978-4-592-19166-7
  7. 2012年9月5日発売、ISBN 978-4-592-19167-4
  8. 2013年4月5日発売、ISBN 978-4-592-19168-1
  9. 2013年10月4日発売、ISBN 978-4-592-19169-8
  10. 2014年4月4日発売、ISBN 978-4-592-19170-4
  11. 2014年8月10日発売、ISBN 978-4-592-19546-7
  12. 2015年3月10日発売、ISBN 978-4-592-19547-4
  13. 2015年9月9日発売、ISBN 978-4-592-19548-1
  14. 2016年3月9日発売、ISBN 978-4-592-19549-8
  15. 2016年9月5日発売、ISBN 978-4-592-19550-4
  16. 2017年5月2日発売、ISBN 978-4-592-19551-1
    - ドラマCD付き特装版 同日発売、ISBN 978-4-592-10567-1

  17. 2017年10月5日発売、ISBN 978-4-592-19552-8
  18. 2018年4月5日発売、ISBN 978-4-592-19553-5
  19. 2018年11月5日発売、ISBN 978-4-592-19554-2
    - ドラマCD付き特装版 同日発売、ISBN 978-4-592-10595-4

### 小説
- 星宮えりな（著）、可歌まと（原著）『狼陛下の花嫁 夢恋抄』 白泉社〈花とゆめコミックススペシャル LaLa Novels〉
  - 2014年4月4日発売、ISBN 978-4-592-21715-2
- 司月透（著）、可歌まと（原著）『狼陛下の花嫁 華恋の宴』 白泉社〈花とゆめコミックススペシャル LaLa Novels〉
  - 2017年5月2日発売、ISBN 978-4-592-21717-6

## ドラマCD
- 2017年、『LaLa』2017年6月号の付録でドラマCD化[3]。同年5月、単行本第16巻のドラマCD付き特装版が発売された。
- 2018年、『LaLa』2018年9月号の付録でドラマCD化[2]。同年11月、単行本第19巻のドラマCD付き特装版が発売された。